# Martín López-Zubero
Pour les articles homonymes, voir Martin Lopez (homonymie), López et Zubero.
Martín López-Zubero Purcell (né le 23 avril 1969 à Jacksonville aux États-Unis) est un ancien nageur espagnol spécialiste des épreuves de dos. Auteur de deux records du monde et de 48 records d'Espagne en individuel, il devient champion olympique du 200 m dos en 1992 à Barcelone, l'unique Ibérique sacré en natation sportive à ce jour. Il compte également deux titres mondiaux et cinq sacres européens.

## Biographie
Martín López-Zubero naît le 23 avril 1969 à Jacksonville en Floride avec la double nationalité hispano-américaine. À 11 ans, il commence la natation à l'académie The Bolles, le sport familial puisque son frère aîné David pratique la nage papillon au niveau international en participant à trois reprises aux Jeux olympiques. Ce dernier remporte d'ailleurs la médaille de bronze du 100 mètres papillon lors des Jeux olympiques d'été de 1980 disputés à Moscou. Sa sœur aînée Julia est elle aussi une nageuse, spécialiste de nage libre. Bien que né sur le continent américain, son père, José Luis López-Zubero, un médecin et écrivain renommé, le convainc de représenter son pays d'origine dans les compétitions internationales. À l'Université de Floride d'où il sort diplômé en médecine en 1998. Sur le sol américain, il représente cette université lors des Championnats NCAA lors desquels il gagne quatre titres et est désigné meilleur nageur lors de l'édition 1991.
En 1988, il participe pour la première fois aux Jeux olympiques à Séoul (Corée du Sud). Aligné dans les épreuves de dos et de quatre nages, il n'atteint aucune finale mais bat son premier record d'Espagne en grand bassin en s'appropriant la meilleure marque du 200 m dos en 2 min 03 s 33 lors des séries. Toutefois, c'est en novembre 1987 à Toronto qu'il bat ses tout premiers records nationaux en petit bassin sur 100 et 200 m dos. En 1989, il s'impose sur le continent européen en remportant le titre de champion d'Europe du 100 m dos à Bonn. En 56 s 44, il remporte l'épreuve devant le Soviétique Sergey Zabolotnov et enlève son premier titre international. Les deux années suivantes, l'Espagnol améliore sensiblement ses records personnels et enrichit son palmarès de plusieurs podiums internationaux. Ainsi, en 1991, il remporte deux médailles lors des Championnats du monde organisés à Perth : l'or sur 200 m dos et l'argent sur 100 m dos. Sur la première épreuve, il domine en finale l'Italien Stefano Battistelli et le Soviétique Vladimir Selkov, offrant ainsi à son pays non seulement le premier titre mondial de son histoire mais aussi sa première récompense. Quelques mois plus tard lors des Championnats d'Europe d'Athènes, il décroche trois médailles en réalisant le doublé 100–200 m dos tout en remportant la médaille d'argent du 100 m papillon. Sur le plan chronométrique, Martín López-Zubero améliore de plus de 5 secondes et demie son record personnel du 200 m dos entre 1990 et 1991. En juillet 1990, il descend pour la première fois sous les 2 minutes sur son épreuve fétiche, le 200 m : à Seattle, il réalise en effet 1 min 59 s 50. En 1991, il améliore à deux reprises le record du monde du 200 m dos aux États-Unis. En novembre, il abaisse même le record planétaire de l'épreuve en 1 min 56 s 57, un temps qui n'est battu qu'en août 1999 par l'Américain Lenny Krayzelburg.
L'année 1992 est le moment le plus marquant de la carrière de l'Espagnol. Son pays organise en effet les Jeux olympiques d'été de 1992, une première. À Barcelone, le champion du monde et recordman du monde du 200 m dos se présente en favori logique pour le titre devant son public. Il ne faillit pas puisqu'il enlève l'or 4 dixièmes de seconde devant Selkov et Battistelli. Il devient à cette occasion le premier nageur espagnol champion olympique. Sur les autres épreuves, il échoue notamment au pied du podium du 100 m dos. Avec sa récompense et celle de son frère David en 1980,  la fratrie López-Zubero devient la quatrième paire de frères médaillés en natation aux Jeux olympiques (après Duke et Sam Kahanamoku, Warren et Pua Kealoha dans les années 1920, Bruce et Steve Furniss dans les années 1970).
Après son titre olympique, il ne domine plus autant le dos crawlé et, surtout, n'améliore plus ses records personnels. Moins performant sur 200 mètres dos, il se concentre sur la distance inférieure, le 100 m. Sur cette dernière, il remporte notamment deux nouveaux titres européens en 1993 et 1997 mais aussi le titre mondial en 1994 à Rome. Lors de ses troisièmes Jeux olympiques en 1996 à Atlanta, il n'enlève aucune médaille malgré deux finales disputées.
L'année suivante, il annonce son retrait de la compétition et se lance dans une carrière d'entraîneur dans sa ville natale, au sein de l'académie The Bolles School où il a appris à nager. Il y côtoie son frère David et un autre médaillé olympique espagnol, le brasseur Sergio López Miró, également reconvertis dans l'encadrement sportif. Il est reconnu par comme le meilleur entraîneur exerçant en Floride en 1998, 1999 et 2002. Cette même année, il est le premier nageur décoré du Real Orden del Mérito Deportivo (Ordre royal du mérite sportif). En 2004, il est introduit au musée sportif de l'International Swimming Hall of Fame.

## Palmarès

### Jeux olympiques
| Épreuve / Édition      | Séoul 1988                        | Barcelone 1992                    | Atlanta 1996     |
| 100 m dos              | 23e temps en séries 58 s 06       | 4e 54 s 96                        | 4e 55 s 22       |
| 200 m dos              | 11e temps en séries 2 min 03 s 33 | Or 1 min 58 s 47                  | 6e 2 min 00 s 74 |
| 100 m papillon         | —                                 | 7e 54 s 19                        | —                |
| 200 m quatre nages     | 31e temps en séries 2 min 10 s 52 | 9e 2 min 03 s 34                  | —                |
| 400 m quatre nages     | 27e temps en séries 4 min 35 s 68 | —                                 | —                |
| 4 × 100 m quatre nages | 12e temps en séries 3 min 49 s 47 | 10e temps en séries 3 min 44 s 12 | —                |

### Championnats du monde
| Épreuve / Édition | Grand bassin     | Grand bassin         | Grand bassin |
| Épreuve / Édition | Perth 1991       | Rome 1994            |              |
| 100 m dos         | Bronze 55 s 61   | Or 55 s 17           |              |
| 200 m dos         | Or 1 min 59 s 52 | Argent 1 min 58 s 75 |              |

### Championnats d'Europe
| Épreuve / Édition             | Grand bassin | Grand bassin     | Grand bassin         | Grand bassin     |
| Épreuve / Édition             | Bonn 1989    | Athènes 1991     | Sheffield 1993       | Séville 1997     |
| 100 m dos                     | Or 56 s 44   | Or 55 s 30       | Or 55 s 03 – RC      | Or 55 s 71       |
| 200 m dos                     | —            | Or 1 min 58 s 66 | Argent 1 min 58 s 51 | —                |
| 100 m papillon                | —            | Argent 54 s 30   | —                    | —                |
| Relais 4 × 100 m quatre nages | —            | —                | —                    | 7e 3 min 44 s 25 |

## Records

### Records personnels
Ces tableaux détaillent les records personnels de Martín López-Zubero en grand et petit bassin à l'issue de sa carrière.
| Épreuve   | Temps         | Compétition                | Lieu                   | Date       |
| 50 m dos  | 25 s 91       | Championnats d'Espagne     | Madrid, Espagne        | 15/07/1997 |
| 100 m dos | 54 s 67       | Rammer Jammer Invitational | Tuscaloosa, États-Unis | 23/11/1991 |
| 200 m dos | 1 min 56 s 57 | Rammer Jammer Invitational | Tuscaloosa, États-Unis | 23/11/1991 |

### Records du monde battus
Ce tableau détaille les deux records du monde battus par Martín López-Zubero durant sa carrière ; tous les deux ont été battus en petit bassin.
| Épreuve                   | Temps         | Compétition                 | Lieu                        | Date       |
| 200 m dos en grand bassin | 1 min 57 s 30 | Championnats des États-Unis | Fort Lauderdale, États-Unis | 13/08/1991 |
| 200 m dos en grand bassin | 1 min 56 s 57 | Rammer Jammer Invitational  | Tuscaloosa, États-Unis      | 23/11/1991 |
| 200 m dos en petit bassin | 1 min 52 s 51 | ?                           | Gainesville, États-Unis     | 10/04/1991 |